# Djedinska planina
Djedinska planina je planina u Bosni i Hercegovini. 
Zove se po selu Djedinu koje je na sjeveroistočnim obroncima.
Od središnjeg dijela masiva planine Konjuha odvaja ju rijeka Oskova na zapadu i sjeveru. S jugozapadne ju odvaja uvala kojom teče potok Studešnica. Južna je granica Djedinske planine preko prijevoja između uvale Studešnice i uvale Dubokog potoka, koja s južne strane dijeli Djedinsku planinu od jednog od krajnjih istočnih grebena Konjuh Javorja-Bandere. Na prijevoj sa strane Djedinske planine gleda vrh Butkovski krš, a sa strane Konjuha vrh Trošni kamen (977 m). Rijeka Gostilja koja teče između između Tareva i Stupara na jugu te Živinice na sjeveru predstavja istočnu granicu. Uz rijeku je napravljena magistralna cesta M18.
Orografski i geološki Djedinska planina i planina Smolin čine jedinstvenu cjelinu s Konjuhom, čijeg je masiva dio kao krajnji sjeveroistočni greben. Ipak, Djedinska planina ima razlike od geološkog sastava susjednog Konjuha i uz još neke razloge o njoj se govori kao o zasebnoj planini. Pripada sjeveroistočnom dinarskom pojasu, grupi planina istočne Bosne. Morfostrukturno je srednje visoka. Po sastavu je pretežno od karbonatnih stijena. Vapnenci i jurski kompleks na Djedinskoj planini su kontinuiranije rasprostranjeni i opisani su kao tvorevine srednjeg i gornjeg trijasa koje leže neposredno ispod dijabaz-rožnjačke formacije. Premda je velikim dijelom od vapnenaca i što je krševita, nema mnogo speleoloških objekata. Utvrdilo se postojanje tek četiriju jama manjih dimenzija te dvija pećina.
Pitanje najvećeg vrha bilo je predmetom zabuna. Na topografskim zemljovidima JNA kao najviši vrh obilježen je Božika na 1155 m 44°21′01″N 18°37′17″E / 44.3504°N 18.6214°E. Pritom se previdjelo da su na istom grebenu u produžetku još dvije vîše kote. Jedna je neobilježena i bez navedene visine, uz područje Šuplji javor 44°20′34″N 18°37′02″E / 44.3428°N 18.6173°E koji bi po izohipsama trebao biti viši od 1180 m. Drugi je vrh visine od 1177 m (1156 m) na predjelu Suho drvlje tj.Suhodrvlje 44°20′07″N 18°37′12″E / 44.3354°N 18.6199°E. Božika je najviša točka Konjuha.
Bogato je lovnom divljači i ovdje je lovište Djedino Dubrava. Divljač koju se može naći je srna, zec, divlja svinja, mrki medvjed, tetrijeb, lještarka, šumska šljuka, golub dupljaš, lisica, kuna bjelica i zlatica, divlja mačka i vuk.